# 贡德斯韦勒
贡德斯韦勒是德国莱茵兰-普法尔茨州的一个市镇。总面积10.44平方公里，总人口492人，其中男性250人，女性242人（2011年12月31日），人口密度47人/平方公里。